# Alapus attenuatus
Alapus attenuatus är en insektsart som beskrevs av Lawson 1932. Alapus attenuatus ingår i släktet Alapus och familjen dvärgstritar. Inga underarter finns listade i Catalogue of Life.